# Mal Waldron
Mal Waldron (16. srpna 1925 New York – 2. prosince 2002 Brusel) byl americký jazzový klavírista.

## Život a činnost
S hudbou začínal počátkem padesátých let v New Yorku, kde hrál například s Ikem Quebecem. V roce 1956 založil svůj vlastní kvintet. Během své kariéry spolupracoval s mnoha dalšími hudebníky, mezi které patří například Gene Ammons, Kenny Burrell, Charles Mingus, Jackie McLean nebo Billie Holidayovou.
V roce 1990 natočil desku s názvem Spring in Prague.
Zemřel na rakovinu ve svých sedmasedmdesáti letech.